# Paroisse de Saint-Charles
Pour les articles homonymes, voir Saint-Charles.
La paroisse de Saint-Charles (anglais : Saint Charles Parish) est située dans l'État américain de la Louisiane. Son siège est à Hahnville et sa population est de 52 549 habitants selon le recensement de 2020. Nommée en l'honneur de saint Charles Borromée, elle est l'une des vingt-deux paroisses de la région officielle de l'Acadiane. Ce secteur de la Louisiane a historiquement accueilli les grandes plantations sucrières de l'État et est célèbre pour le style architectural de ses demeures.

## Géographie
La paroisse a une superficie de 735 km2 de terre émergée et 328 km2 d’eau. Elle est enclavée entre la paroisse de Jefferson à l'est, la paroisse de La Fourche au sud-ouest et la paroisse de Saint-Jean-Baptiste au nord-ouest. Le lac Pontchartrain est au nord-est de la paroisse.

### Municipalités
- Almedia
- Ama
- Bayou Gauche
- Boutte
- Carlestin
- Des Allemands
- Destréhan
- Frellsen
- Hahnville
- Killona
- Luling
- Montz
- New Sarpy
- Norco
- Paradis
- St. Rose
- Taft

## Démographie
| Groupe                           | Paroisse de Saint-Charles | Louisiane | États-Unis |
| -------------------------------- | ------------------------- | --------- | ---------- |
| Blancs                           | 69,2                      | 62,6      | 72,4       |
| Afro-Américains                  | 26,6                      | 32,0      | 12,6       |
| Métis                            | 1,6                       | 1,6       | 2,9        |
| Autres                           | 1,4                       | 1,6       | 6,4        |
| Asiatiques                       | 0,8                       | 1,6       | 4,8        |
| Amérindiens                      | 0,3                       | 0,7       | 0,9        |
| Total                            | 100                       | 100       | 100        |
|                                  |                           |           |            |
| Hispaniques et Latino-Américains | 5,0                       | 37,6      | 16,7       |

Selon l'American Community Survey, en 2010, 93,33 % de la population âgée de plus de 5 ans déclare parler l'anglais à la maison, 3,67 % l'espagnol, 1,31 % le français et 1,69 % une autre langue.